# Veilchenberg (Königsberg)
Der Veilchenberg war eine Anhöhe im Westen von Königsberg (Preußen).

## Geschichte
Hier wie in Jerusalem (Königsberg) ließ Heinrich Reuß von Plauen 1457 eine Schanze mit tiefem Graben aufwerfen, um die aufständischen Kneiphöfer abzuschnüren. Die 1626 angelegte Umwallung von Altstadt (Königsberg) ließ den Veilchenberg außerhalb liegen. Zeitweise diente er den Altstädtern als Stätte des Hochgerichts.
Am Fuße des Veilchenberges stand ein Pulverhäuschen, das dem Pulversteig seinen Namen gab. 1682 als Damm aufgeschüttet, führte er von Kosse am holsteinischen Damm nach der Neuen Bleiche, einem Gasthaus mit nur zwei Feuerstellen. Der Steig war mit Weiden bepflanzt und von Öllampen erleuchtet. Neben ihm floss ein Rinnsal. An der Neuen Bleiche nach Kosse befand sich bis 1904 ein Etablissement, das die Königsberger gern besuchten.
Um 1900 noch eine Brache, blühten auf dem 17 m hohen Hügel im Frühling massenhaft Veilchen, was ihm den Namen gab. Nach dem Ersten Weltkrieg wurde er mit schönen Grünanlagen geschmückt. Im Winter diente er als Rodel- und Skiberg.

## Friedhöfe

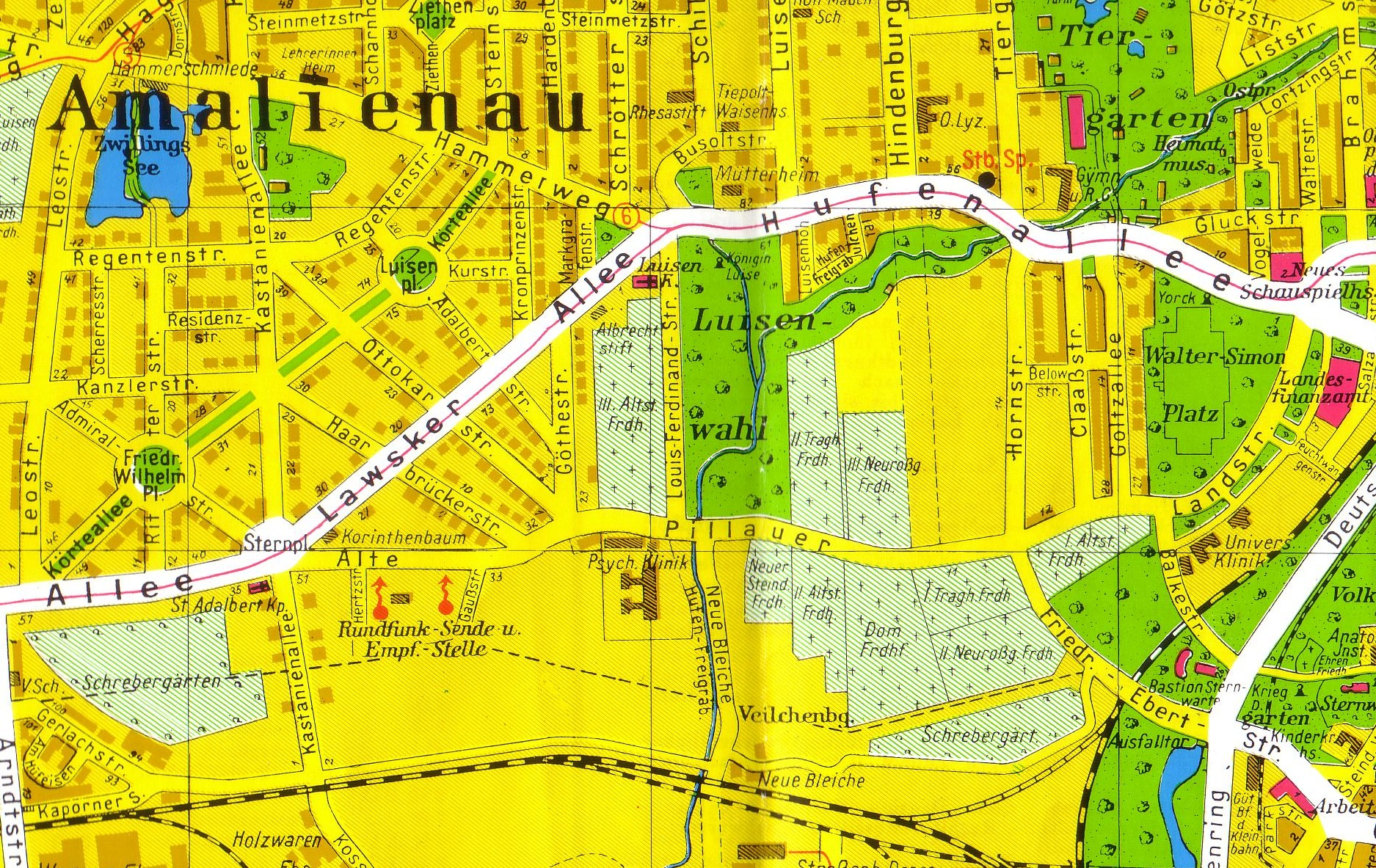
Friedhöfe beim Veilchenberg

Am Veilchenberg lagen eine Schrebergartenanlage und mehrere Friedhöfe:
1. Steindammer Friedhof
2. I. Altstädtischer Friedhof
3. II. Altstädtischer Friedhof
4. Domfriedhof
5. I. Tragheimer Friedhof
6. Neuroßgärter Friedhof

Nördlich der Pillauer Landstraße lagen auf der Ostseite von Luisenwahl der II. Tragheimer Friedhof und der III. Neuroßgärter Friedhof, auf der Westseite der III. Altstädtische Friedhof.